# Infanticidi
L'infanticidi és l'assassinat d'un nen, usualment per part de la família propera i als pocs dies o mesos de vida.
Els infanticidis a l'Antiguitat formaven part de sacrificis rituals als déus o, amb més freqüència, abandonaments per deformitats o per excés de població i manca de recursos de la comunitat (el tema de l'abandonament al bosc és un motiu recurrent dels contes de fades). Tot i que en l'actualitat es considera un delicte i està perseguit arreu, continuen les pràctiques tradicionals en zones poc desenvolupades i en aquelles amb polítiques de natalitat severes, com la Xina. Determinats tabús, com els dels nens dimoni a l'Àfrica, poden afavorir infanticidis.

## Vegeu
- Escola del Bullenhuser Damm